# Peter Petrelli
Peter Petrelli egy kitalált szereplő a Hősök (Heroes) című televíziósorozatban, akit Milo Ventimiglia alakít. Peter egyedül él New Yorkban, saját lakásában. Korábban ápolóként dolgozott, így ismerkedett meg a galériatulajdonos Simone Deveaux-val.
|  | Alább a cselekmény részletei következnek! |

Peter folyton arról álmodik, hogy képes repülni. Álmodozásai odáig vezetnek, hogy leveti magát egy háztetőről New Yorkban, azért hogy bátyjának bebizonyítsa képességét. A bemutató azonban csak félsiker lesz és az esés miatt kórházba kerül. Mikor felébred, testvére Nathan már eltussolta az ügyet, hogy ne eshessen csorba a választási kampányán. Peter próbálja megértetni Nathannel, hogy repültek, de Nathan ezt képtelen elfogadni. Peter felépülése után felkeresi Isaacet, a festőt. Itt fedezi fel küldetését, meg kell mentenie egy Claire nevű pomponlányt.
Peter lassan felfedezi, hogy képes a körülötte levő hősök képességeit utánozni, majd a Claude-dal folytatott kiképzésnek köszönhetően rájön, hogy a képességeket úgy is képes utánozni, hogy az adott hős nincs a közelben – elég, ha rá gondol.

## Képességei
Peter képes mások különleges képességeit „lemásolni”. A másolás folyamata automatikusan történik, amint egy különleges képességekkel rendelkező egyén kerül Peter közelébe. A másik egyénnek pár méteren belül kell tartózkodnia. Peter azon képessége, hogy lemásolja mások erejét, empatikus képességén alapul. Ezt bizonyítja az is, hogy a lemásolt képességeket akkor képes előhívni, mikor arra gondol, mit érzett a személy iránt, akitől a képességet szerezte. Ennek ellenére a lemásolt képességek reflexszerűen is működhetnek, így például a Claire-től szerzett öngyógyuló képessége.
Peter bizonyos fokú telepatikus képességekkel is rendelkezik, mely segítségével tőle távol eső eseményeket képes „látni” víziók vagy álmok formájában. Álmában látta Nathan balesetét, hat hónappal azelőtt, hogy Isaac Mendezzel kapcsolatba került volna. Mint később kiderül, valójában ez volt az első képessége, amelyet anyjáról másolt le.
A Peter által lemásolt és később újra előhívott képességek a következők:
| Képesség                        | Karakter         | Első megjelenés                             | Megjegyzés |
| ------------------------------- | ---------------- | ------------------------------------------- | --- |
| jövendölő álmok                 | Angela Petrelli  | Teremtés                                    | Peter számára csak jóval később válik világossá, hogy ezt a képességet anyjától szerezte.                                                         |
| repülés                         | Nathan Petrelli  | Teremtés                                    | Peter kezdetben azt hitte, ez a saját képessége.                                                                                                  |
| jövőbe látás                    | Isaac Mendez     | Ne nézz vissza!                             | Peter Isaac-kel ellentétben kezdettől fogva képes volt heroin nélkül is a jövőbe látni.                                                           |
| időmanipuláció, teleportáció    | Hiro Nakamura    | Ütközés                                     | |
| spontán regeneráció             | Claire Bennet    | A diáknap                                   | Peter többször szenved halálos sérüléseket, amelyeket a Claire-től kapott képességgel él túl.                                                     |
| telekinézis                     | Sylar            | Egy hatalmas ugrás                          | Ez az egyetlen, Sylartől szerzett képessége eddig, amelyet használt.                                                                              |
| telepátia                       | Matt Parkman     | Felismerés                                  | Interferencia lép fel közte és Matt között, miután lemásolta Matt képességét.                                                                     |
| láthatatlanság                  | Claude Rains     | Isteni adomány                              | Peter, akárcsak Claude, kiterjesztheti a láthatatlanságot egy olyan személyre is, akit megérint.                                                  |
| radioaktív sugárzás manipuláció | Ted Sprague      | A neheze                                    | Peter képtelen kontrollálni ezt a képességet, ami később a felrobbanásához vezet.                                                                 |
| emberfeletti erő                | Niki Sanders     | Hogyan hatástalanítsunk egy robbanó embert? | Miután Niki közelébe került, arra használja a képességet, hogy harcképtelenné tegye Sylart.                                                       |
| elektromosság manipuláció       | Elle Bishop      | Four Months Later (Négy hónappal később)    | Peter a képességet a „Four Months Later” című epizódban használja először, de korábban szerezte meg.                                              |
| áthatolás minden anyagon        | D.L. Hawkins     | Lizards (Gyíkok)                            | Peter a képességet a „Lizards” című epizódban használja először, de korábban szerezte meg.                                                        |
| átlátás                         | Sylar            | Egy hatalmas ugrás                          | Sylartől szerzi meg a jövőben, hogy átlássa a problémákat és ne kövesse el azokat a problémákat, amit a jövőbeli énje, és megmenthesse a világot. |
| gyógyítás                       | Daniel Linderman | Parazita                                    | |

### Mellékhatások
Néha mikor Peter lemásol egy képességet káros mellékhatások is felléphetnek. Mikor a Felismerés című részben lemásolta Matt Parkman telepatikus képességeit, hirtelen mindketten fejfájást kaptak attól, hogy egymás gondolatait hallják, egyfajta interferencia lépett fel kettőjük között.
Ha Peter túl sok képességet idéz fel egyszerre, elgyengül.

## Alternatív jövő
Peter a robbanás utáni alternatív jövőjéről úgy tudhatunk meg információkat, hogy Hiro és Ando egy véletlen folytán öt év múlva a jövőben találják magukat. Az egyik ilyen információ az, hogy Peter bujkálva él és legtöbbször láthatatlan, mert ebben a jövőben a különleges képességű embereket terroristának tartják, üldözik és szaporodásukat tiltják. Továbbá kiderül az is, hogy Peter Nikivel jár és hogy 5 évvel ezelőtt nem Sylar, hanem ő volt az, aki felrobbant New York közepében.